# Probus
Probus (tiếng Latinh: Marcus Aurelius Probus Augustus; 232 – 282), là Hoàng đế La Mã từ năm 276 đến 282. Dưới thời ông trị vì, tuyến biên giới sông Rhine và Danube được củng cố sau khi thành công trong những cuộc chiến thảo phạt một số bộ tộc người German như đám rợ Goth, Alamanni, Lugii, Frank, Burgundy và Vandal. Miền Agri Decumates và nhiều dãy đồn Limes Germanicus ở vùng Thượng Germania đã chính thức bị bỏ rơi trong suốt triều đại của Probus, khi Đế quốc La Mã phải rút khỏi các con sông Rhine và Danube để ổn định tình hình biên giới trước hiểm họa ngoại xâm và nội loạn liên miên.

## Tiểu sử
Probus sinh ngày 19 tháng 8 năm 232 ở Sirmium (nay là Sremska Mitrovica) vùng Hạ Pannonia, là con trai của Dalmatius, đến tuổi trưởng thành thì ông gia nhập quân đội vào khoảng năm 250. Dưới thời Hoàng đế Valerianus ông được bổ nhiệm làm bảo dân quan quân sự, về sau ông còn được cất nhắc và trọng dụng dưới thời các hoàng đế Aurelianus và Tacitus. Probus được Tacitus bổ nhiệm làm thống đốc miền Đông, rồi nhân cái chết của Tacitus vào năm 276 đã thúc giục binh sĩ suy tôn Probus làm Hoàng đế La Mã.
Cùng lúc ấy thì Florianus, một người anh em họ của Probus cũng được đám binh sĩ dưới quyền tôn làm hoàng đế, nhưng đột nhiên ông bị tử trận sau một chiến dịch không dứt khoát. Probus hành quân về phía Tây, đánh bại đám rợ Goth dọc hạ lưu sông Donau vào năm 277, nhờ đó mà ông có được danh hiệu Gothicus. Hơn nữa, vị thế hoàng đế của ông đã được Viện Nguyên lão phê chuẩn trong khoảng thời gian này.

## Triều đại

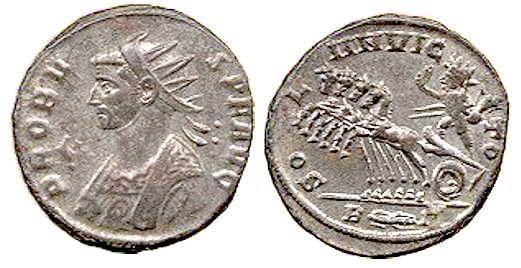
Một đồng xu Antoninianus của Probus được đúc vào năm 280. Mô tả vị thần mặt trời Sol Invictus cưỡi một cỗ xe tứ mã. Probus đã ban hành nhiều đồng tiền khác nhau trong suốt sáu năm trị vì.

Năm 278, Probus tiến hành chiến dịch thành công ở Gaul chống lại người Alamanni và Lugii; cả hai bộ tộc đã tiến quân tới thung lũng Neckar và băng qua sông Rhine tiến vào lãnh thổ La Mã. Trong khi đó, các tướng lĩnh của ông đánh bại người Frank và các chiến dịch này chuyển sang hướng tiễu trừ những kẻ xâm lược German ở Gaul (Frank và Burgundy), nhờ chiến công này mà Probus nhận được danh hiệu Gothicus Maximus và Germanicus Maximus.
Một trong những nguyên tắc của ông là không bao giờ cho phép những người lính được nhàn rỗi và dùng họ vào những công việc hữu ích trong thời bình, chẳng hạn như việc trồng những vườn nho ở Gaul, Pannonia và các tỉnh khác, để khởi động lại nền kinh tế trong những vùng đất bị quân địch tàn phá. Với ý nghĩa lớn hơn và lâu dài hơn, Probus bắt đầu chiến lược hòa giải các bộ tộc người German trong các tỉnh bị tàn phá của đế quốc.
Từ năm 279–280, Probus theo sử gia Zosimus cho biết thì ông lần lượt dẫn đại quân giao chiến với người Vandal ở Raetia, Illyricum và Lycia nhằm tái lập quyền kiểm soát của La Mã lên các xứ này. Trong những năm đó, các tướng của Probus đã đánh bại người Blemmyes ở Ai Cập. Rồi sau đó ông lại ra lệnh xây dựng lại cầu cống và kênh đào dọc theo sông Nile, nơi tập trung sản xuất ngũ cốc cho đế quốc.
Đến năm 280–281, Probus lần lượt triệt hạ ba kẻ tiếm ngôi gồm Julius Saturninus, Proculus và Bonosus. Mức độ của các cuộc khởi nghĩa không rõ ràng, nhưng có những manh mối cho rằng chúng không còn là vấn đề của địa phương. Năm 281, hoàng đế tiến quân vào Roma và tổ chức lễ khải hoàn hoàng tráng.
Probus rất háo hức để bắt đầu chiến dịch bình định miền Đông thống nhất toàn quốc, nhưng lại bị trì hoãn bởi các cuộc nổi dậy ở phía Tây. Ông rời khỏi Roma vào năm 282, đầu tiên tiến quân về Sirmium, nơi sinh của mình. Về cái chết của Probus còn có nhiều ý kiến khác nhau. Theo sử gia John Zonaras cho biết thì viên chỉ huy đội Cấm vệ quân (Praetorian Guard) là Marcus Aurelius Carus dù ít nhiều có phần miễn cưỡng đã được binh sĩ của ông suy tôn làm tân hoàng đế.

### Cái chết
Probus nghe được tin dữ đã vội gửi thêm quân chống lại kẻ soán ngôi mới nhưng khi đám binh lính quyết định ủng hộ và phò tá Carus, những người còn lại trong tàn quân của Probus đã ra tay ám sát ông tại Sirmium vào tháng 9 hoặc tháng 10 năm 282. Theo các nguồn tài liệu khác thì Probus bị những người lính bất mãn giết chết vì đã họ đã nổi dậy chống lại các mệnh lệnh của ông được sử dụng cho các mục đích dân sự chẳng hạn như xây dựng đầm lầy thoát nước. Carus lên ngôi hoàng đế sau cái chết của Probus và thề sẽ báo thù cho hoàng đế tiền nhiệm, dù không ít người nghi ngờ rằng ông có phần dính líu đến vụ ám sát Probus.